# Stadi di calcio in Italia
L'elenco seguente include i maggiori stadi di calcio in Italia, ordinati per capienza omologata non inferiore a 5.000 posti.
Quasi tutti i principali stadi di calcio italiani sono di proprietà pubblica, quindi le squadre che vi giocano regolarmente risultano affittuarie (mentre altre ne detengono anche la gestione), inoltre circa la metà degl'impianti è stata costruita prima del 1949 (con un'età media di 64 anni al 2019). L'ultimo rinnovamento architettonico generale dei maggiori stadi è stato effettuato in occasione del Campionato mondiale di calcio 1990 (disputato in Italia), quando gli impianti coinvolti nell'evento subirono una ristrutturazione generale: ebbero un profondo rinnovamento l'Olimpico di Roma, il Meazza di Milano, l'allora San Paolo di Napoli e il Franchi di Firenze, mentre furono costruiti ex-novo il San Nicola di Bari e il Delle Alpi di Torino (ormai demolito). La metodologia di conservazione del costruito, con restyling periodico, che fa differire l'Italia dal resto d'Europa (dove gl'impianti obsoleti vengono sostituiti con altri di nuova concezione) è dettata dal fatto che circa il 70% degli stadi italiani sia sottoposto a vincolo architettonico, cosa che ne impedisce la demolizione e ricostruzione.
L'attuale Stadio Renato Dall'Ara di Bologna si tratta del primo impianto calcistico italiano a essere stato edificato durante il regime fascista, in particolare è stato costruito nel 1926 e inaugurato col nome di Littoriale. 
Invece il primo stadio di proprietà privata è stato l'attuale Mapei Stadium di Reggio Emilia, che è stato costruito nel 1995 col nome di Stadio Giglio per conto della Reggiana e di cui quest'ultima è stata proprietaria in maniera indiretta, mediante la società affiliata Mirabello 2000 S.p.A. Nel 2005, in seguito al fallimento della Reggiana, la proprietà dell'impianto passò al Tribunale fallimentare di Reggio Emilia, che nel 2013 l'ha venduto all'azienda edile Mapei S.p.A. (che, al contempo, è proprietaria anche del Sassuolo) mediante bando di alienazione.
I primi cinque stadi italiani per ordine di capienza sono il Giuseppe Meazza di Milano (soprannominato La Scala del calcio, di proprietà del Comune di Milano e utilizzato regolarmente da Inter e Milan), l'Olimpico di Roma (di proprietà dell'azienda Sport e Salute S.p.A. e nel quale giocano la Roma e la Lazio), il San Nicola di Bari, il Diego Armando Maradona di Napoli e l'Artemio Franchi di Firenze (questi ultimi anch'essi di proprietà comunale e utilizzati dalle rispettive squadre cittadine, ossia il Bari, il Napoli e la Fiorentina). Al sesto posto per capienza v'è lo Juventus Stadium di Torino, ossia il più grande stadio italiano privato e il primo in Italia di proprietà d'una società calcistica in maniera diretta, infatti è di proprietà della Juventus; attualmente si tratta anche dell'unico impianto italiano costruito sulla base del "modello inglese", il che significa che accanto a esso sorgono altre strutture, analogamente di proprietà della società bianconera, ovvero il museo del club, un centro medico, un megastore, un centro commerciale e il J-Village (quest'ultimo è, a sua volta, un complesso di strutture civili-sportive multifunzionali). Sono di proprietà dei rispettivi club anche gli stadi dell'Udinese (Friuli), primo impianto green italiano e unico ad avere strutture integrate di carattere ludico, commerciale e sportivo sulla base degli stadi americani, del Frosinone (Benito Stirpe), della Cremonese (Giovanni Zini) e dell'AlbinoLeffe (AlbinoLeffe Stadium). Per quanto riguarda l'Atleti Azzurri d'Italia di Bergamo, esso è di proprietà indiretta dell'Atalanta, mediante una società affiliata controllata al 100% e creata appositamente dal club bergamasco per la gestione della ristrutturazione dell'impianto stesso, ossia la Stadio Atalanta S.r.l.
Le nazionali maggiori maschile e femminile, come anche le nazionali giovanili, non dispongono d'uno stadio nazionale fisso. Giocano le loro partite a rotazione nei vari impianti italiani, scegliendoli di volta in volta a seconda dell'importanza della partita, dell'avversario che s'incontra e dell'eventuale affluenza di pubblico.
L'UEFA classifica gli stadi in categorie, a seconda delle loro caratteristiche. Gl'impianti italiani di categoria 4 (ossia quella con il maggior livello tecnico) sono quattro: l'Olimpico di Roma, il Meazza di Milano, lo Juventus Stadium e l'Olimpico Grande Torino di Torino. Questa classificazione permette a tali impianti di ospitare una finale d'una competizione europea e partite del campionato europeo.

## Lista degli stadi

### Attuali
La lista seguente include i principali stadi italiani (con capienza minima specificata all'inizio della pagina corrente), che nella stagione 2022-2023 ospitano regolarmente incontri di calcio, pertanto sono esclusi dalla lista impianti in stato di abbandono oppure utilizzati attualmente solo per altri sport (come rugby e football americano); in quest'ultimi casi, gl'impianti sono riportati nella lista al paragrafo successivo. 
| N.  | Foto                 | Denominazione                              | Città                          | Regione               | Capienza | Utilizzatori     | Proprietà                            | Inaug. | Copertura | Manto del campo | Pista                            |
| --- | -------------------- | ------------------------------------------ | ------------------------------ | --------------------- | -------- | ---------------- | ------------------------------------ | ------ | --------- | --------------- | -------------------------------- |
| 1   |                      | Stadio Giuseppe Meazza                     | Milano                         | Lombardia             | 75.923   | Inter            | Comune di Milano                     | 1926   | Totale    | Ibrido          | Assente                          |
| 1   | Milan                | Stadio Giuseppe Meazza                     | Milano                         | Lombardia             | 75.923   |                  |                                      | 1926   |           |                 |                                  |
| 2   |                      | Stadio Olimpico                            | Roma                           | Lazio                 | 70.634   | Lazio            | Sport e Salute S.p.A.                | 1953   | Totale    | Erboso          | Atletica                         |
| 2   | Roma                 | Stadio Olimpico                            | Roma                           | Lazio                 | 70.634   |                  |                                      | 1953   |           |                 |                                  |
| 2   | Lega Serie A         | Stadio Olimpico                            | Roma                           | Lazio                 | 70.634   |                  |                                      | 1953   |           |                 |                                  |
| 3   |                      | Stadio San Nicola                          | Bari                           | Puglia                | 58.270   | Bari             | Comune di Bari                       | 1990   | Totale    | Erboso          | Atletica                         |
| 4   |                      | Stadio Diego Armando Maradona              | Napoli                         | Campania              | 54.726   | Napoli           | Comune di Napoli                     | 1959   | Totale    | Erboso          | Atletica                         |
| 5   |                      | Stadio Artemio Franchi                     | Firenze                        | Toscana               | 43.147   | Fiorentina       | Comune di Firenze                    | 1931   | Parziale  | Erboso          | Assente                          |
| 6   |                      | Juventus Stadium                           | Torino                         | Piemonte              | 41.507   | Juventus         | Juventus Football Club S.p.A.        | 2011   | Totale    | Ibrido          | Assente                          |
| 7   |                      | Stadio Marcantonio Bentegodi               | Verona                         | Veneto                | 39.211   | Verona           | Comune di Verona                     | 1963   | Totale    | Ibrido          | Atletica                         |
| 8   |                      | Stadio San Filippo-Franco Scoglio          | Messina                        | Sicilia               | 38.722   | Messina          | Comune di Messina                    | 2004   | Nessuna   | Erboso          | Assente                          |
| 9   |                      | Stadio Renato Dall'Ara                     | Bologna                        | Emilia-Romagna        | 36.462   | Bologna          | Comune di Bologna                    | 1927   | Parziale  | Erboso          | Rimossa                          |
| 10  |                      | Stadio Renzo Barbera                       | Palermo                        | Sicilia               | 36.365   | Palermo          | Comune di Palermo                    | 1932   | Parziale  | Erboso          | Assente                          |
| 11  |                      | Stadio Luigi Ferraris                      | Genova                         | Liguria               | 34.901   | Sampdoria        | Comune di Genova                     | 1911   | Totale    | Ibrido          | Assente                          |
| 11  | Genoa                | Stadio Luigi Ferraris                      | Genova                         | Liguria               | 34.901   |                  |                                      | 1911   |           |                 |                                  |
| 12  |                      | Stadio Ettore Giardiniero-Via del Mare     | Lecce                          | Puglia                | 31.559   | Lecce            | Comune di Lecce                      | 1966   | Parziale  | Erboso          | Atletica                         |
| 13  |                      | Stadio Arechi                              | Salerno                        | Campania              | 29.739   | Salernitana      | Comune di Salerno                    | 1990   | Parziale  | Erboso          | Assente                          |
| 14  |                      | Stadio Nereo Rocco                         | Trieste                        | Friuli-Venezia Giulia | 28.565   | Triestina        | Comune di Trieste                    | 1992   | Totale    | Erboso          | Assente                          |
| 15  |                      | Stadio Olimpico Grande Torino              | Torino                         | Piemonte              | 28.177   | Torino           | Comune di Torino                     | 1933   | Totale    | Erboso          | Assente                          |
| 16  |                      | Stadio Renato Curi                         | Perugia                        | Umbria                | 28.000   | Perugia          | Comune di Perugia                    | 1975   | Parziale  | Erboso          | Assente                          |
| 17  |                      | Stadio Oreste Granillo                     | Reggio Calabria                | Calabria              | 26.343   | Reggina          | Comune di Reggio Calabria            | 1932   | Parziale  | Erboso          | Assente                          |
| 18  |                      | Stadio Partenio-Adriano Lombardi           | Avellino                       | Campania              | 26.308   | Avellino         | Comune di Avellino                   | 1973   | Parziale  | Sintetico       | Rimossa                          |
| 19  |                      | Stadio Friuli                              | Udine                          | Friuli-Venezia Giulia | 25.144   | Udinese          | Udinese Calcio S.p.A.                | 1976   | Totale    | Ibrido          | Assente                          |
| 20  |                      | Stadio Pino Zaccheria                      | Foggia                         | Puglia                | 25.085   | Foggia           | Comune di Foggia                     | 1925   | Parziale  | Erboso          | Assente                          |
| 21  |                      | Stadio Nuovo Romagnoli                     | Campobasso                     | Molise                | 25.000   | Campobasso       | Comune di Campobasso                 | 1985   | Parziale  | Erboso          | Assente                          |
| 22  |                      | Stadio Atleti Azzurri d'Italia             | Bergamo                        | Lombardia             | 24.950   | Atalanta         | Stadio Atalanta S.r.l.               | 1928   | Parziale  | Erboso          | Assente                          |
| 23  |                      | Stadio San Vito-Gigi Marulla               | Cosenza                        | Calabria              | 24.479   | Cosenza          | Comune di Cosenza                    | 1964   | Parziale  | Erboso          | Atletica                         |
| 24  |                      | Orogel Stadium-Dino Manuzzi                | Cesena                         | Emilia-Romagna        | 23.860   | Cesena           | Comune di Cesena                     | 1957   | Totale    | Sintetico       | Assente                          |
| 25  |                      | Stadio Ennio Tardini                       | Parma                          | Emilia-Romagna        | 22.352   | Parma            | Comune di Parma                      | 1924   | Parziale  | Erboso          | Assente                          |
| 25  | Parma (femm.)        | Stadio Ennio Tardini                       | Parma                          | Emilia-Romagna        | 22.352   |                  |                                      | 1924   |           |                 |                                  |
| 26  |                      | Stadio Libero Liberati                     | Terni                          | Umbria                | 22.000   | Ternana          | Comune di Terni                      | 1969   | Parziale  | Erboso          | Rimossa                          |
| 27  |                      | Stadio Leonardo Garilli                    | Piacenza                       | Emilia-Romagna        | 21.668   | Piacenza         | Comune di Piacenza                   | 1969   | Parziale  | Erboso          | Atletica                         |
| 28  |                      | Mapei Stadium - Città del Tricolore        | Reggio Emilia                  | Emilia-Romagna        | 21.584   | Reggiana         | Mapei S.p.A.                         | 1995   | Parziale  | Sintetico       | Assente                          |
| 28  | Sassuolo             | Mapei Stadium - Città del Tricolore        | Reggio Emilia                  | Emilia-Romagna        | 21.584   |                  |                                      | 1995   |           |                 |                                  |
| 29  |                      | Stadio Alberto Braglia                     | Modena                         | Emilia-Romagna        | 21.151   | Modena           | Comune di Modena                     | 1938   | Parziale  | Erboso          | Rimossa                          |
| 30  |                      | Stadio Cino e Lillo Del Duca               | Ascoli Piceno                  | Marche                | 20.550   | Ascoli           | Comune di Ascoli Piceno              | 1962   | Parziale  | Erboso          | Rimossa                          |
| 31  |                      | Stadio Adriatico-Giovanni Cornacchia       | Pescara                        | Abruzzo               | 20.476   | Pescara          | Comune di Pescara                    | 1955   | Parziale  | Erboso          | Atletica                         |
| 32  |                      | Stadio Angelo Massimino                    | Catania                        | Sicilia               | 20.016   | Catania          | Comune di Catania                    | 1937   | Parziale  | Erboso          | Atletica                         |
| 33  |                      | Stadio Carlo Castellani                    | Empoli (FI)                    | Toscana               | 19.847   | Empoli           | Comune di Empoli                     | 1965   | Parziale  | Erboso          | Atletica                         |
| 34  |                      | Stadio Mario Rigamonti                     | Brescia                        | Lombardia             | 19.550   | Brescia          | Comune di Brescia                    | 1959   | Parziale  | Erboso          | Assente                          |
| 35  |                      | Stadio Euganeo                             | Padova                         | Veneto                | 32.420   | Padova           | Comune di Padova                     | 1994   | Parziale  | Erboso          | Rimossa                          |
| 36  |                      | Stadio Armando Picchi                      | Livorno                        | Toscana               | 19.238   | Livorno          | Comune di Livorno                    | 1935   | Parziale  | Erboso          | Atletica                         |
| 37  |                      | Stadio Silvio Piola                        | Novara                         | Piemonte              | 17.875   | Novara           | Comune di Novara                     | 1976   | Parziale  | Erboso          | Assente                          |
| 38  |                      | Stadio Brianteo                            | Monza                          | Lombardia             | 17.102   | Monza            | Comune di Monza                      | 1988   | Parziale  | Erboso          | Assente                          |
| 39  |                      | Stadio Ciro Vigorito                       | Benevento                      | Campania              | 16.867   | Benevento        | Comune di Benevento                  | 1979   | Parziale  | Erboso          | Assente                          |
| 40  |                      | Stadio Ezio Scida                          | Crotone                        | Calabria              | 16.640   | Crotone          | Comune di Crotone                    | 1946   | Parziale  | Erboso          | Assente                          |
| 41  |                      | Unipol Domus                               | Cagliari                       | Sardegna              | 16.365   | Cagliari         | Comune di Cagliari                   | 2017   | Parziale  | Erboso          | Assente                          |
| 42  |                      | Stadio Benito Stirpe                       | Frosinone                      | Lazio                 | 16.227   | Frosinone        | Frosinone Calcio S.p.A.              | 2017   | Totale    | Erboso          | Assente                          |
| 43  |                      | Stadio Paolo Mazza                         | Ferrara                        | Emilia-Romagna        | 16.134   | SPAL             | Comune di Ferrara                    | 1928   | Totale    | Erboso          | Rimossa                          |
| 44  |                      | Stadio Giovanni Zini                       | Cremona                        | Lombardia             | 16.003   | Cremonese        | Unione Sportiva Cremonese S.p.A.     | 1919   | Parziale  | Erboso          | Assente                          |
| 45  |                      | Stadio Artemio Franchi                     | Siena                          | Toscana               | 15.373   | Siena            | Comune di Siena                      | 1938   | Parziale  | Erboso          | Atletica                         |
| 46  |                      | Stadio José Guimarães Dirceu               | Eboli (SA)                     | Campania              | 15.000   | Ebolitana        | Comune di Eboli                      | 2001   | Parziale  | Erboso          | Atletica                         |
| 47  |                      | Stadio Nicola Ceravolo                     | Catanzaro                      | Calabria              | 14.650   | Catanzaro        | Comune di Catanzaro                  | 1919   | Parziale  | Erboso          | Assente                          |
| 48  |                      | Stadio Aci & Galatea                       | Acireale                       | Sicilia               | 14.500   | Acireale         | Comune di Acireale                   |        | Parziale  | Erboso          | Atletica                         |
| 49  |                      | Stadio Del Conero                          | Ancona                         | Marche                | 14.295   | Ancona           | Comune di Ancona                     | 1992   | Parziale  | Erboso          | Assente                          |
| 50  |                      | Stadio Centro d'Italia-Manlio Scopigno     | Rieti                          | Lazio                 | 13.773   | Rieti            | Comune di Rieti                      | 1991   | Parziale  | Erboso          | Assente                          |
| 51  |                      | Stadio Riviera delle Palme                 | San Benedetto del Tronto (AP)  | Marche                | 13.683   | Sambenedettese   | Comune di San Benedetto del Tronto   | 1985   | Totale    | Ibrido          | Assente                          |
| 52  |                      | Stadio Giuseppe Sinigaglia                 | Como                           | Lombardia             | 13.602   | Como             | Comune di Como                       | 1927   | Parziale  | Ibrido          | Assente                          |
| 53  |                      | Stadio Romeo Menti                         | Vicenza                        | Veneto                | 13.173   | Vicenza          | Comune di Vicenza                    | 1935   | Parziale  | Erboso          | Assente                          |
| 54  |                      | Stadio Città di Arezzo                     | Arezzo                         | Toscana               | 13.128   | Arezzo           | Comune di Arezzo                     | 1961   | Parziale  | Erboso          | Atletica                         |
| 54  | Arezzo (femm.)       | Stadio Città di Arezzo                     | Arezzo                         | Toscana               | 13.128   |                  |                                      | 1961   |           |                 |                                  |
| 56  |                      | Stadio Antonino Lombardo Angotta           | Marsala (TP)                   | Sicilia               | 13.000   | Marsala          | Comune di Marsala                    | 1956   | Parziale  | Erboso          | Atletica                         |
| 57  |                      | Stadio Guido Angelini                      | Chieti                         | Abruzzo               | 12.750   | Chieti           | Comune di Chieti                     | 1970   | Parziale  | Erboso          | Atletica                         |
| 58  |                      | Stadio Erasmo Iacovone                     | Taranto                        | Puglia                | 12.154   | Taranto          | Comune di Taranto                    | 1965   | Parziale  | Erboso          | Assente                          |
| 59  |                      | Stadio Pier Luigi Penzo                    | Venezia                        | Veneto                | 12.048   | Venezia          | Comune di Venezia                    | 1913   | Parziale  | Erboso          | Rimossa                          |
| 60  |                      | Stadio Bruno Benelli                       | Ravenna                        | Emilia-Romagna        | 12.020   | Ravenna          | Comune di Ravenna                    | 1966   | Parziale  | Erboso          | Assente                          |
| 59  |                      | Stadio Esseneto                            | Agrigento                      | Sicilia               | 12.000   | Akragas          | Comune di Agrigento                  | 1930   | Parziale  | Erboso          | Assente                          |
| 59  |                      | Stadio Alberto Pinto                       | Caserta                        | Campania              | 12.000   | Casertana        | Comune di Caserta                    | 1936   | Parziale  | Sintetico       | Atletica                         |
| 60  |                      | Stadio Marco Tomaselli                     | Caltanissetta                  | Sicilia               | 11.950   | Nissa            | Comune di Caltanissetta              | 1992   | Parziale  | Erboso          | Atletica                         |
| 61  |                      | Stadio Giovanni Celeste                    | Messina                        | Sicilia               | 11.900   | Messina (allen.) | Comune di Messina                    | 1932   | Parziale  | Erboso          | Assente                          |
| 62  |                      | Stadio Alberto Picco                       | La Spezia                      | Liguria               | 11.676   | Spezia           | Comune di La Spezia                  | 1919   | Parziale  | Ibrido          | Assente                          |
| 63  |                      | Stadio Gianpiero Vitali                    | Massa                          | Toscana               | 11.500   | Massese          | Comune di Massa                      | 1960   | Parziale  | Erboso          | Atletica                         |
| 64  |                      | Stadio Danilo Martelli                     | Mantova                        | Lombardia             | 11.219   | Mantova          | Comune di Mantova                    | 1949   | Parziale  | Erboso          | Rimossa                          |
| 65  |                      | Stadio Domenico Francioni                  | Latina                         | Lazio                 | 11.200   | Latina           | Comune di Latina                     | 1935   | Parziale  | Erboso          | Rimossa                          |
| 66  |                      | Stadio Dino Liotta                         | Licata (AG)                    | Sicilia               | 11.000   | Licata           | Comune di Licata                     | 1988   | Parziale  | Sintetico       | Assente                          |
| 67  |                      | Arena Civica Gianni Brera                  | Milano                         | Lombardia             | 10.000   | Alcione          | Comune di Milano                     | 1807   | Nessuna   | Ibrido          | Atletica                         |
| 68  |                      | Stadio Giovanni Scavo                      | Velletri (Roma)                | Lazio                 | 10.000   | VJS Velletri     | Comune di Velletri                   | 1970   | Parziale  | Sintetico       | Atletica                         |
| 69  |                      | Stadio Carlo Zecchini                      | Grosseto                       | Toscana               | 9.909    | Grosseto         | Comune di Grosseto                   | 1952   | Parziale  | Erboso          | Atletica                         |
| 70  |                      | Stadio Arena Garibaldi-Romeo Anconetani    | Pisa                           | Toscana               | 9.900    | Pisa             | Comune di Pisa                       | 1919   | Parziale  | Erboso          | Assente                          |
| 71  |                      | Stadio Romeo Neri                          | Rimini                         | Emilia-Romagna        | 9.768    | Rimini           | Comune di Rimini                     | 1934   | Parziale  | Sintetico       | Atletica                         |
| 72  |                      | Stadio dei Marmi                           | Carrara                        | Toscana               | 9.500    | Carrarese        | Comune di Carrara                    | 1955   | Parziale  | Sintetico       | Assente                          |
| 73  |                      | Stadio Omobono Tenni                       | Treviso                        | Veneto                | 9.435    | Treviso          | Comune di Treviso                    | 1933   | Parziale  | Erboso          | Assente                          |
| 74  |                      | Stadio Degli Ulivi                         | Andria                         | Puglia                | 9.140    | Fidelis Andria   | Comune di Andria                     | 1949   | Parziale  | Erboso          | Assente                          |
| 75  |                      | Stadio Bruno Recchioni                     | Fermo                          | Marche                | 8.850    | Fermana          | Comune di Fermo                      | 1932   | Parziale  | Erboso          | Assente                          |
| 76  |                      | Stadio Raffaele Mancini                    | Fano (PU)                      | Marche                | 8.800    | Fano             | Comune di Fano                       | 1930   | Parziale  | Erboso          | Assente                          |
| 77  |                      | Stadio Nicola Lapi                         | Trani                          | Puglia                | 8.401    | Soccer Trani     | Comune di Trani                      | 1929   | Parziale  | Erboso          | Assente                          |
| 77  | Apulia Trani (femm.) | Stadio Nicola Lapi                         | Trani                          | Puglia                | 8.401    |                  |                                      | 1929   |           |                 |                                  |
| 78  |                      | Stadio Gustavo Ventura                     | Bisceglie (BT)                 | Puglia                | 8.000    | Bisceglie        | Comune di Bisceglie                  | 1970   | Parziale  | Erboso          | Atletica                         |
| 79  |                      | Stadio San Francesco d'Assisi              | Nocera Inferiore (SA)          | Campania              | 8.000    | Nocerina         | Comune di Nocera Inferiore           | 1914   | Parziale  | Erboso          | Atletica                         |
| 80  |                      | Stadio Polisportivo Provinciale            | Erice (TP)                     | Sicilia               | 7.787    | Trapani          | Libero consorzio comunale di Trapani | 1960   | Parziale  | Sintetico       | Rimossa                          |
| 82  |                      | Stadio Piercesare Tombolato                | Cittadella (PD)                | Veneto                | 7.623    | Cittadella       | Comune di Cittadella                 | 1981   | Parziale  | Erboso          | Atletica                         |
| 83  |                      | Stadio Franco Fanuzzi                      | Brindisi                       | Puglia                | 7.622    | Brindisi         | Comune di Brindisi                   | 1929   | Parziale  | Erboso          | Assente                          |
| 84  |                      | Stadio La Piramide                         | Sorso (SS)                     | Sardegna              | 7.600    | Sorso            | Comune di Sorso                      | 1986   | Parziale  | Erboso          | Atletica                         |
| 85  |                      | Stadio San Ciro Luca Alvieri               | Portici (NA)                   | Campania              | 7.580    | Portici          | Comune di Portici                    | 1985   | Nessuna   | Erboso          | Atletica                         |
| 86  |                      | Stadio XXI Settembre-Franco Salerno        | Matera                         | Basilicata            | 7.509    | Matera           | Comune di Matera                     | 1934   | Parziale  | Erboso          | Assente                          |
| 87  |                      | Stadio Franco Ossola                       | Varese                         | Lombardia             | 7.500    | Città di Varese  | Comune di Varese                     | 1935   | Parziale  | Erboso          | Velodromo                        |
| 89  |                      | Stadio Gaetano Bonolis                     | Teramo                         | Abruzzo               | 7.498    | Teramo           | Comune di Teramo                     | 2008   | Parziale  | Sintetico       | Assente                          |
| 90  |                      | Stadio Porta Elisa                         | Lucca                          | Toscana               | 7.400    | Lucchese         | Comune di Lucca                      | 1935   | Parziale  | Erboso          | Assente                          |
| 91  |                      | Stadio Teofilo Patini                      | Castel di Sangro (AQ)          | Abruzzo               | 7.200    | Castel di Sangro | Comune di Castel di Sangro           | 1996   | Parziale  | Erboso          | Assente                          |
| 81  |                      | Stadio Romeo Menti                         | Castellammare di Stabia (NA)   | Campania              | 7.114    | Juve Stabia      | Comune di Castellammare di Stabia    | 1985   | Parziale  | Sintetico       | Assente                          |
| 92  |                      | Stadio Luigi Moccia                        | Afragola (NA)                  | Campania              | 7.000    | Afragolese       | Comune di Afragola                   | 1976   | Parziale  | Erboso          | Atletica                         |
| 92  |                      | Stadio Carlo Stagno d'Alcontres            | Barcellona Pozzo di Gotto (ME) | Sicilia               | 7.000    | Igea Virtus      | Comune di Barcellona Pozzo di Gotto  | 1970   | Parziale  | Erboso          | Atletica                         |
| 92  |                      | Stadio Pasquale Stanganelli                | Gioia Tauro (RC)               | Calabria              | 7.000    | Gioiese          | Comune di Gioia Tauro                | 2000   | Parziale  | Erboso          | Atletica                         |
| 95  |                      | Stadio Vito Simone Veneziani               | Monopoli (BA)                  | Puglia                | 6.880    | Monopoli         | Comune di Monopoli                   | 1926   | Parziale  | Erboso          | Atletica                         |
| 96  |                      | Stadio Gran Sasso d'Italia-Italo Acconcia  | L'Aquila                       | Abruzzo               | 6.763    | L’Aquila         | Comune dell'Aquila                   | 2016   | Parziale  | Sintetico       | Assente                          |
| 97  |                      | Stadio Lungobisenzio                       | Prato                          | Toscana               | 6.750    | Prato            | Comune di Prato                      | 1941   | Parziale  | Erboso          | Rimossa                          |
| 98  |                      | Stadio Giovanni Mari                       | Legnano (MI)                   | Lombardia             | 6.700    | Legnano          | Comune di Legnano                    | 1921   | Parziale  | Erboso          | Ippica                           |
| 99  |                      | Stadio Regionale                           | Giarre (CT)                    | Sicilia               | 6.500    | Giarre           | Regione Siciliana                    | 1956   | Parziale  | Erboso          | Assente                          |
| 100 |                      | Stadio Giuseppe Capozza                    | Casarano (LE)                  | Puglia                | 6.200    | Casarano         | Comune di Casarano                   | 1956   | Parziale  | Erboso          | Assente                          |
| 100 |                      | Stadio Alberto De Cristofaro               | Giugliano in Campania (NA)     | Campania              | 6.200    | Giugliano        | Comune di Giugliano                  | 2000   | Parziale  | Sintetico       | Atletica                         |
| 102 |                      | Stadio Falcone-Borsellino                  | Paternò (CT)                   | Sicilia               | 6.000    | Paternò          | Comune di Paternò                    | 2001   | Parziale  | Erboso          | Assente                          |
| 102 |                      | Stadio dei Fiori                           | Valdagno (VI)                  | Veneto                | 6.000    | Valdagno         | Comune di Valdagno                   | 1930   | Totale    | Erboso          | Assente                          |
| 102 |                      | Stadio Luigi Razza                         | Vibo Valentia                  | Calabria              | 6.000    | Vibonese         | Comune di Vibo Valentia              | 1935   | Parziale  | Erboso          | Assente                          |
| 104 | [[File:\|50px]]      | Stadio Carlo Speroni                       | Busto Arsizio                  | Lombardia             | 5.867    | Pro Patria       | Comune di Busto Arsizio              | 1927   | Parziale  | Erboso          | Atletica                         |
| 105 |                      | Stadio Guido D'Ippolito                    | Lamezia Terme (CZ)             | Calabria              | 5.842    | Lamezia Terme    | Comune di Lamezia Terme              | 1935   | Parziale  | Erboso          | Assente                          |
| 106 |                      | Stadio Giuseppe Moccagatta                 | Alessandria                    | Piemonte              | 5.827    | Alessandria      | Comune di Alessandria                | 1929   | Parziale  | Erboso          | Assente                          |
| 106 | Juventus Next Gen    | Stadio Giuseppe Moccagatta                 | Alessandria                    | Piemonte              | 5.827    |                  |                                      | 1929   |           |                 |                                  |
| 106 | Juventus (femm.)     | Stadio Giuseppe Moccagatta                 | Alessandria                    | Piemonte              | 5.827    |                  |                                      | 1929   |           |                 |                                  |
| 107 |                      | Stadio Enzo Blasone                        | Foligno (PG)                   | Umbria                | 5.650    | Foligno          | Comune di Foligno                    | 1983   | Parziale  | Erboso          | Atletica                         |
| 108 |                      | Stadio comunale                            | Chiavari (GE)                  | Liguria               | 5.535    | Virtus Entella   | Comune di Chiavari                   | 1935   | Parziale  | Sintetico       | Assente                          |
| 109 |                      | Stadio Sandro Cabassi                      | Carpi (MO)                     | Emilia-Romagna        | 5.510    | Carpi            | Comune di Carpi                      | 1928   | Parziale  | Erboso          | Rimossa                          |
| 110 |                      | Stadio Druso                               | Bolzano                        | Trentino-Alto Adige   | 5.500    | Südtirol         | Comune di Bolzano                    | 1930   | Totale    | Erboso          | Rimossa                          |
| 110 |                      | Stadio Alfredo Viviani                     | Potenza                        | Basilicata            | 5.500    | Potenza          | Comune di Potenza                    | 1930   | Parziale  | Sintetico       | Rimossa                          |
| 110 |                      | Stadio Silvio Piola                        | Vercelli                       | Piemonte              | 5.500    | Pro Vercelli     | Comune di Vercelli                   | 1932   | Parziale  | Sintetico       | Rimossa                          |
| 113 |                      | Stadio Enrico Rocchi                       | Viterbo                        | Lazio                 | 5.460    | Viterbese        | Comune di Viterbo                    | 1930   | Parziale  | Erboso          | Assente                          |
| 114 |                      | Stadio Enzo Mazzella                       | Ischia (NA)                    | Campania              | 5.428    | Ischia           | Comune di Ischia                     | 1988   | Parziale  | Erboso          | Atletica                         |
| 115 |                      | Stadio Aragona                             | Vasto (CH)                     | Abruzzo               | 5.374    | Pro Vasto        | Comune di Vasto                      | 1931   | Parziale  | Erboso          | Assente                          |
| 116 |                      | Stadio Guido Biondi                        | Lanciano (CH)                  | Abruzzo               | 5.334    | Lanciano         | Comune di Lanciano                   | 1961   | Parziale  | Erboso          | Velodromo                        |
| 117 |                      | Stadio Amerigo Liguori                     | Torre del Greco (NA)           | Campania              | 5.300    | Turris           | Comune di Torre del Greco            | 1952   | Parziale  | Sintetico       | Assente                          |
| 118 |                      | Stadio Simonetta Lamberti                  | Cava de' Tirreni (SA)          | Campania              | 5.200    | Cavese           | Comune di Cava de' Tirreni           | 1969   | Parziale  | Erboso          | Atletica                         |
| 119 |                      | Stadio Marcello Torre                      | Pagani (SA)                    | Campania              | 5.093    | Paganese         | Comune di Pagani                     | 1975   | Parziale  | Erboso          | Atletica                         |
| 119 | Gelbison             | Stadio Marcello Torre                      | Pagani (SA)                    | Campania              | 5.093    |                  |                                      | 1975   |           |                 |                                  |
| 120 |                      | Stadio Alessandro Lamarmora-Vittorio Pozzo | Biella                         | Piemonte              | 5.000    | Biellese         | Comune di Biella                     | 1936   | Parziale  | Erboso          | style="background-color:#FFCC99; |
| 120 |                      | Stadio Guido Teghil                        | Lignano Sabbiadoro (UD)        | Friuli-Venezia Giulia | 5.000    | Pordenone        | Comune di Lignano Sabbiadoro         | 1984   | Parziale  | Erboso          | Atletica                         |
| 120 |                      | Stadio Giovanni Paolo II                   | Nardò (LE)                     | Puglia                | 5.000    | Nardò            | Comune di Nardò                      | 1960   | Parziale  | Erboso          | Assente                          |
| 120 |                      | Stadio Giovanni Palatucci                  | Noto (SR)                      | Sicilia               | 5.000    | Noto             | Comune di Noto                       |        | Parziale  | Erboso          | Atletica                         |
| 120 |                      | Stadio Domenico Conte                      | Pozzuoli (NA)                  | Campania              | 5.000    | Puteolana        | Comune di Pozzuoli                   | 1906   | Parziale  | Erboso          | Assente                          |
| 120 |                      | Stadio Marco Lorenzon                      | Rende (CS)                     | Calabria              | 5.000    | Rende            | Comune di Rende                      | 1971   | Parziale  | Erboso          | Assente                          |
| 120 |                      | Stadio Tre Fontane                         | Roma                           | Lazio                 | 5.000    | Roma (femm.)     | Roma Capitale                        | 1957   | Nessuna   | Erboso          | Assente                          |
| 120 | Roma (prim.)         | Stadio Tre Fontane                         | Roma                           | Lazio                 | 5.000    |                  |                                      | 1957   |           |                 |                                  |
| 120 |                      | Stadio della Vittoria                      | Tolentino (MC)                 | Marche                | 5.000    | Tolentino        | Comune di Tolentino                  | 1974   | Parziale  | Erboso          | Atletica                         |
| 120 |                      | Stadio Gianni Cosimo                       | Vittoria (RG)                  | Sicilia               | 5.000    | Vittoria         | Comune di Vittoria                   |        | Parziale  | Erboso          | Assente                          |

### Attualmente inutilizzati per il calcio
Invece quella che segue è la lista degli attuali stadi italiani, con l'omonima omologazione minima succitata, che in passato hanno ospitato regolarmente incontri di calcio e che attualmente risultano inutilizzati oppure utilizzati regolarmente per altri sport.
| N. | Foto | Denominazione                           | Città          | Regione               | Capienza | Utilizzatori passati               | Proprietà                   | Inaug. | Ultimo utilizzo | Copert.  | Manto del campo | Pista     | Utilizzazione attuale        |
| -- | ---- | --------------------------------------- | -------------- | --------------------- | -------- | ---------------------------------- | --------------------------- | ------ | --------------- | -------- | --------------- | --------- | ---------------------------- |
| 1  |      | Stadio Flaminio                         | Roma           | Lazio                 | 32.000   | Atletico Roma Lazio Lodigiani Roma | Roma Capitale               | 1959   | 2011            | Parziale | Erboso          | Assente   | Inutilizzato                 |
| 2  |      | Stadio della Vittoria                   | Bari           | Puglia                | 30.000   | Bari                               | Comune di Bari              | 1934   | 1990            | Parziale | Erboso          | Atletica  | Stadio di rugby              |
| 3  |      | Stadio Arturo Collana                   | Napoli         | Campania              | 12.000   | Napoli (femm.) Campania            | Regione Campania            | 1929   | 2017            | Nessuna  | Erboso          | Atletica  | Inutilizzato                 |
| 4  |      | Velodromo Paolo Borsellino              | Palermo        | Sicilia               | 11.155   | Palermo (giov.)                    | Comune di Palermo           | 1991   | 1999            | Parziale | Erboso          | Velodromo | Inutilizzato                 |
| 5  |      | Stadio Tommaso Fattori                  | L'Aquila       | Abruzzo               | 10.000   | L’Aquila                           | Comune dell'Aquila          | 1933   | 2016            | Parziale | Erboso          | Velodromo | Stadio di rugby/velodromo    |
| 6  |      | Stadio Donato Vestuti                   | Salerno        | Campania              | 9.000    | Salernitana (femm.)                | Comune di Salerno           | 1933   | 2010            | Parziale | Erboso          | Atletica  | Stadio di rugby              |
| 7  |      | Stadio Amsicora                         | Cagliari       | Sardegna              | 8.000    | Cagliari                           | Società Ginnastica Amsicora | 1923   | 1989            | Nessuna  | Sintetico       | Atletica  | Stadio di hockey su prato    |
| 8  |      | Stadio Plebiscito                       | Padova         | Veneto                | 7.715    | Atl. S. Paolo                      | Comune di Padova            | 1934   | 2014            | Totale   | Erboso          | Assente   | Stadio di rugby              |
| 9  |      | Motovelodromo Fausto Coppi              | Torino         | Piemonte              | 7.500    | Torino                             | Comune di Torino            | 1920   | 1944            | Nessuna  | Erboso          | Velodromo | Velodromo                    |
| 10 |      | Stadio Torquato Bresciani               | Viareggio (LU) | Toscana               | 7.000    | Viareggio                          | Comune di Viareggio         | 1959   | 2018            | Parziale | Erboso          | Atletica  | Inutilizzato                 |
| 11 |      | Stadio Giuseppe Grezar                  | Trieste        | Friuli-Venezia Giulia | 6.226    | Triestina                          | Comune di Trieste           | 1932   | 1994            | Parziale | Erboso          | Atletica  | Stadio di atletica leggera   |
| 12 |      | Stadio Primo Nebiolo                    | Torino         | Piemonte              | 6.170    | Torino (femm.) Torino (giov.)      | Comune di Torino            | 1959   | 2009            | Parziale | Erboso          | Atletica  | Stadio di football americano |
| 13 |      | Stadio Giacomo Carlini - Marco Bollesan | Genova         | Liguria               | 5.700    | Sampdoria (allenamento)            | Comune di Genova            | 1927   | 1980            | Parziale | Erboso          | Velodromo | Stadio di rugby              |
| 14 |      | Stadio di Monigo                        | Treviso        | Veneto                | 5.000    | Treviso                            | Comune di Treviso           | 1975   | 1998            | Totale   | Erboso          | Assente   | Stadio di rugby              |

## Stadi futuri
La lista seguente include i futuri stadi italiani, in progetto o in costruzione, anche in tal caso con capienza omologata di minimo 5.000 spettatori. Non vengono considerati in questa lista gli stadi attuali che verranno ristrutturati (anche in modo pesante), in quanto trattasi di continuazione dello stadio esistente, bensì solamente quelli realizzati ex novo o rifatti dopo completa demolizione dell'impianto attuale.
| N. | Foto | Denominazione provvisoria    | Città    | Regione  | Capienza prevista | Utilizzatori | Proprietà                         | Inaug. prevista | Copert. Tribune | Pista   | Stato dell'opera    |
| -- | ---- | ---------------------------- | -------- | -------- | ----------------- | ------------ | --------------------------------- | --------------- | --------------- | ------- | ------------------- |
| 1  |      | Stadio di Pietralata         | Roma     | Lazio    | 62.000            | Roma         | Associazione Sportiva Roma S.p.A. | 2027            | Totale          | Assente | Progetto definitivo |
| 2  |      | Unipol Gigi Riva             | Cagliari | Sardegna | 30.000            | Cagliari     | Cagliari Calcio S.p.A.            | 2026            | Totale          | Assente | Progetto definitivo |
| 3  |      | Nuovo stadio Erasmo Iacovone | Taranto  | Puglia   | 23.000            | Taranto      | Comune di Taranto                 | 2026            | Totale          | Assente | Progetto definitivo |
| 4  |      | Bosco dello Sport            | Venezia  | Veneto   | 18.000            | Venezia      | Comune di Venezia                 | 2027            | Totale          | Assente | Progetto definitivo |